# Giro d’Italia 2008
| Endstand nach der 21. Etappe | Endstand nach der 21. Etappe | Endstand nach der 21. Etappe |
| ---------------------------- | ---------------------------- | ---------------------------- |
| Sieger                       | Alberto Contador             | 89:56:49 h (37,781 km/h)     |
| Zweiter                      | Riccardo Riccò               | + 01:57 min                  |
| Dritter                      | Marzio Bruseghin             | + 02:54 min                  |
| Vierter                      | Franco Pellizotti            | + 02:56 min                  |
| Fünfter                      | Denis Menschow               | + 03:37 min                  |
| Sechster                     | Emanuele Sella               | + 04:31 min                  |
| Siebter                      | Jurgen Van Den Broeck        | + 06:30 min                  |
| Achter                       | Danilo Di Luca               | + 07:15 min                  |
| Neunter                      | Domenico Pozzovivo           | + 07:53 min                  |
| Zehnter                      | Gilberto Simoni              | + 11:03 min                  |
| Punktewertung                | Daniele Bennati              | 189 P.                       |
| Zweiter                      | Emanuele Sella               | 138 P.                       |
| Dritter                      | Riccardo Riccò               | 131 P.                       |
| Bergwertung                  | Emanuele Sella               | 136 P.                       |
| Zweiter                      | Vasil Kiryienka              | 063 P.                       |
| Dritter                      | Fortunato Baliani            | 048 P.                       |
| Nachwuchswertung             | Riccardo Riccò               | 89:58:46 h                   |
| Zweiter                      | Jurgen Van Den Broeck        | + 04:33 min                  |
| Dritter                      | Vincenzo Nibali              | + 18:17 min                  |
| Teamwertung                  | CSF Group-Navigare           | 268:52:44 h                  |
| Zweiter                      | Astana                       | + 43:48 min                  |
| Dritter                      | Liquigas                     | + 1:00:42 h                  |

Der 91. Giro d’Italia fand vom 10. Mai bis zum 1. Juni 2008 statt. Das Radrennen wurde in 21 Etappen mit einer Gesamtlänge von 3398,3 km ausgetragen.

## Streckenführung

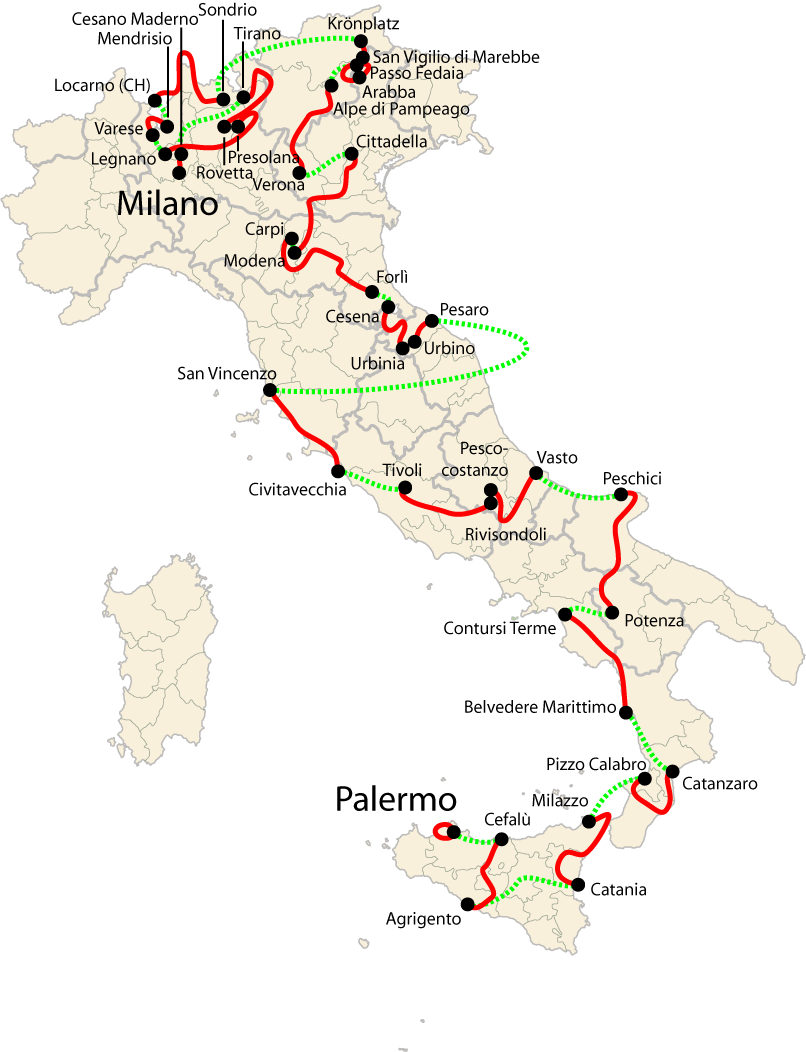
Streckenverlauf des Giro d’Italia 2008

Die dreiwöchige Rundfahrt begann in Palermo auf der Insel Sizilien, wo ein Mannschaftszeitfahren stattfand. Danach folgten zwei weitere Etappen auf der Insel. Zuletzt startete der Giro im Jahr 1986 in Palermo. Es gab vier Zeitfahren (zwei Einzelzeitfahren, ein Mannschaftszeitfahren und ein Bergzeitfahren), außerdem gab es vier Bergankünfte. Die Rundfahrt endete traditionell in Mailand.
Heftige Kritik an der Streckenführung und Organisation wurde am Rande des Bergzeitfahrens (16. Etappe) von Jens Voigt geübt: Den Radfahrern sei es nicht möglich gewesen vom Zielpunkt des Bergzeitfahrens ins Tal zu fahren, die Transfers zwischen den Etappen seien zu lang und es werde nicht durchgegriffen, wenn sich Fahrer von den Begleitfahrzeugen ziehen ließen. Weitere Kritik kam von Seiten des Teamchefs des Team Gerolsteiners, Hans-Michael Holczer, der die Schwierigkeit des Parcours bemängelte.

## Streichung aus der UCI ProTour
Der Ausrichter des Giros, RCS Sports, war einer von drei Rennorganisatoren, die im Konflikt mit dem UCI standen. Seit Gründung der UCI ProTour im Jahre 2005 war der Giro fester Bestandteil, ebenso wie die von RCS Sports ausgetragenen Klassiker Mailand–San Remo und Lombardei-Rundfahrt sowie das Etappenrennen Tirreno–Adriatico. 2008 strich RCS Sports diese Rennen aus dem Kalender der UCI ProTour 2008. Der Giro bildete mit fünf weiteren Rennen den „historischen Kalender“. Darauf einigten sich die UCI und die Organisatoren. Daher gibt es im Giro dÍtalia 2008 keine Punkte für die UCI ProTour 2008.

## Teilnehmerfeld

### Eingeladene Teams

Ein Denkmal begrüßt den Giro d’Italia
am 18. Mai 2008 in Castiglione della Pescaia

Es wurden 16 UCI ProTeams und 6 Professional Continental Teams zum Giro d’Italia 2008 eingeladen. Die beiden französischen ProTeams Bouygues Télécom und Crédit Agricole und das italienische Professional Continental Team Acqua & Sapone-Caffè Mokambo (im Vorjahr mit zwei Etappensiegen durch Stefano Garzelli) erhielten keine Einladung. Erst nachträglich eingeladen wurden Team High Road und Astana.
Laut Renndirektor Angelo Zomegnan gab es vier Grundkriterien für die Einladung: Ethik, Qualität, Internationalität und langfristige Beziehung zum Ausrichter RCS Sports. Die eingeladenen Professional Continental Teams waren Team Barloworld, CSF Group-Navigare, L.P.R. (mit Vorjahressieger Danilo Di Luca), Diquigiovanni-Androni (mit Gilberto Simoni), Slipstream-Chipotle und Tinkoff Credit Systems.

### Klassementfahrer
Neben dem Vorjahressieger Danilo Di Luca (L.P.R.) waren zwei weitere ehemalige Girogewinner am Start: Di Lucas Teamkollege Paolo Savoldelli (2002 und 2005) und der Kapitän von Diquigiovanni-Androni Gilberto Simoni (2001 und 2003). Alle drei Fahrer starten für ein Professional Continental Team. Das erst später eingeladene Team Astana nominierte gleich drei starke Etappenfahrer: Alberto Contador, Levi Leipheimer und Andreas Klöden. Der zweifache Vuelta-Gewinner Denis Menchov von Rabobank bestreitet seinen ersten Giro.
Zum erweiterten Favoritenkreis gehörten José Rujano (Dritter 2005), Vladimir Karpets – beide Caisse d’Epargne. Der junge Italiener Riccardo Riccò (24 Jahre, Vorjahressechster) setzt auf die Unterstützung vom Gewinner des Maglia Verde (Bergwertung) 2007 Leonardo Piepoli. Auch ist der beste Kletterer der Tour de France 2007, Mauricio Soler (Barloworld) am Start.

### Die Sprinter
Alessandro Petacchi – Sieger von 24 Giro-Etappen – kann den Giro aufgrund seiner Dopingsperre nicht bestreiten. Sein Team Milram setzt im Massensprint nun völlig auf Erik Zabel. Weitere erfolgreiche Sprinter sind am Start: Robbie McEwen, Daniele Bennati, Danilo Hondo, Paolo Bettini und Robert Förster. Der junge Brite Mark Cavendish unterstrich mit drei Sprintsiegen im April seine gute Form. Nicht zu unterschätzen sind Mirco Lorenzetto, Graeme Brown, Alexandre Usov, Koldo Fernández, Luciano Pagliarini und Alberto Loddo.

### Alle Teams und Fahrer
Am Start waren 197 Fahrer, darunter 53 Italiener. Der jüngste Teilnehmer war der belgische Kevin Seeldrayers von Quick·Step (21 Jahre), der Älteste war Fabio Baldato (39 Jahre) von Lampre.
| 1 – Danilo Di Luca 2 – Paolo Bailetti 3 – Gabriele Bosisio 4 – Riccardo Chiarini 5 – Giairo Ermeti 6 – Jure Golčer 7 – Daniele Pietropolli 8 – Paolo Savoldelli 9 – Alessandro Spezialetti |

| 11 – Tadej Valjavec 12 – Philip Deignan 13 – René Mandri 14 – Laurent Mangel 15 – Rinaldo Nocentini 16 – Nicolas Rousseau 17 – Blaise Sonnery 18 – Alexandre Usov 19 – Yuriy Krivtsov |

| 21 – Levi Leipheimer 22 – Alberto Contador 23 – Vladimir Gusev 24 – Antonio Colom 25 – Maxim Iglinski 26 – Steve Morabito 27 – Andrei Mizourov 28 – Andreas Klöden 29 – Assan Bazayev |

| 31 – Francesco Bellotti 32 – Patrick Calcagni 33 – Félix Cárdenas 34 – Steve Cummings 35 – Enrico Gasparotto 36 – Christian Pfannberger 37 – Carlo Scognamiglio 38 – Mauricio Soler 39 – Geraint Thomas |

| 41 – Marlon Pérez Arango 42 – Joan Horrach 43 – Vladimir Karpets 44 – Pablo Lastras 45 – Francisco Pérez 46 – Mathieu Perget 47 – Joaquim Rodríguez 48 – José Rujano 49 – Luis Pasamontes |

| 51 – Mickaël Buffaz 52 – Kevin De Weert 53 – Bingen Fernández 54 – Nicolas Hartman 55 – Steve Zampieri 56 – Yann Huguet 57 – Damien Monier 58 – Nick Nuyens 59 – Rik Verbrugghe |

| 61 – Emanuele Sella 62 – Fortunato Baliani 63 – Maximiliano Richeze 64 – Luis Felipe Laverde 65 – Julio Pérez Cuapio 66 – Filippo Savini 67 – Matteo Priamo 68 – Tiziano Dall’Antonia 69 – Domenico Pozzovivo |

| 71 – Josu Agirre 72 – Lander Aperribay 73 – Koldo Fernández 74 – Aitor Galdós 75 – Dionisio Galparsoro 76 – Markel Irízar 77 – Íñigo Landaluze 78 – Alan Pérez 79 – Iván Velasco |

| 81 – Mickaël Chérel 82 – Tim Gudsell 83 – Yauheni Hutarovich 84 – Lilian Jégou 85 – Yoann Le Boulanger 86 – Guillaume Levarlet 87 – Jérémy Roy 88 – Tom Stubbe 89 – Jussi Veikkanen |

| 91 – Robert Förster 92 – Thomas Fothen 93 – Johannes Fröhlinger 94 – Oscar Gatto 95 – Sven Krauß 96 – Andrea Moletta 97 – Volker Ordowski 98 – Davide Rebellin 99 – Matthias Russ |

| 101 – Mark Cavendish 102 – André Greipel 103 – Adam Hansen 104 – Tony Martin 105 – Marco Pinotti 106 – Morris Possoni 107 – František Raboň 108 – Kanstanzin Siuzou 109 – Bradley Wiggins |

| 111 – Marzio Bruseghin 112 – Paolo Bossoni 113 – Fabio Baldato 114 – David Loosli 115 – Sylvester Szmyd 116 – Simon Špilak 117 – Mirco Lorenzetto 118 – Mauro Santambrogio 119 – Francesco Gavazzi |

| 121 – Daniele Bennati 122 – Kjell Carlström 123 – Dario Cataldo 124 – Vladimir Miholjević 125 – Vincenzo Nibali 126 – Andrea Noè 127 – Franco Pellizotti 128 – Alessandro Vanotti 129 – Charles Wegelius |

| 131 – Paolo Bettini 132 – Vladimir Efimkin 133 – Addy Engels 134 – Mauro Facci 135 – Juan Manuel Gárate 136 – Hubert Schwab 137 – Kevin Seeldraeyers 138 – Andrea Tonti 139 – Giovanni Visconti |

| 141 – Denis Menchov 142 – Graeme Brown 143 – Bram de Groot 144 – Theo Eltink 145 – Mathew Hayman 146 – Dmitry Kozontchuk 147 – Gerben Löwik 148 – Paul Martens 149 – Mauricio Ardila |

| 151 – Riccardo Riccò 152 – José Alberto Benítez 153 – Raivis Belohvoščiks 154 – Eros Capecchi 155 – David Cañada 156 – Ermanno Capelli 157 – Iker Camaño 158 – Luciano Pagliarini 159 – Leonardo Piepoli |

| 161 – Gilberto Simoni 162 – Alessandro Bertolini 163 – Danilo Hondo 164 – Raffaele Illiano 165 – Ruslan Ivanov 166 – Gabriele Missaglia 167 – Daniele Nardello 168 – Carlos Ochoa 169 – José Serpa |

| 171 – Geert Steurs 172 – Dominique Cornu 173 – Francis De Greef 174 – Dries Devenyns 175 – Nick Gates 176 – Matthew Lloyd 177 – Robbie McEwen 178 – Jurgen Van Den Broeck 179 – Wim Van Huffel |

| 181 – Magnus Bäckstedt 182 – Julian Dean 183 – Ryder Hesjedal 184 – David Millar 185 – Jonathan P. McCarty 186 – Danny Pate 187 – Christopher Sutton 188 – Christian Vande Velde 189 – David Zabriskie |

| 191 – Anders Lund 192 – Bradley McGee 193 – Chris Sørensen 194 – Gustav Larsson 195 – Jason McCartney 196 – Jens Voigt 197 – Michael Blaudzun 198 – Nicki Sørensen 199 – Stuart O’Grady |

| 201 – Erik Zabel 202 – Igor Astarloa 203 – Markus Eichler 204 – Sergio Ghisalberti 205 – Matej Jurčo 206 – Alberto Ongarato 207 – Enrico Poitschke 208 – Fabio Sabatini 209 – Marco Velo |

| 211 – Jewgeni Petrow 212 – Wassil Kiryjenka 213 – Luca Mazzanti 214 – Alberto Loddo 215 – Michail Ignatjew 216 – Nikolai Trussow 217 – Pawel Brutt 218 – Sergei Klimow 219 – Alexander Serow |

## Etappen
| Etappe     | Typ        | Tag      | Start–Ziel                           | km      | Etappensieger        | Maglia Rosa           |
| ---------- | ---------- | -------- | ------------------------------------ | ------- | -------------------- | --------------------- |
| 01. Etappe | MZF        | 10. Mai  | Palermo                              | 023,6   | Slipstream-Chipotle  | Christian Vande Velde |
| 02. Etappe |            | 11. Mai  | Cefalù – Agrigent                    | 207     | Riccardo Riccò       | Franco Pellizotti     |
| 03. Etappe |            | 12. Mai  | Catania – Milazzo                    | 221     | Daniele Bennati      | Franco Pellizotti     |
| 04. Etappe |            | 13. Mai  | Pizzo Calabro – Catanzaro            | 183     | Mark Cavendish       | Franco Pellizotti     |
| 05. Etappe |            | 14. Mai  | Belvedere Marittimo – Contursi Terme | 203     | Pawel Brutt          | Franco Pellizotti     |
| 06. Etappe |            | 15. Mai  | Potenza – Peschici                   | 232*    | Matteo Priamo        | Giovanni Visconti     |
| 07. Etappe |            | 16. Mai  | Vasto – Pescocostanzo                | 180     | Gabriele Bosisio     | Giovanni Visconti     |
| 08. Etappe |            | 17. Mai  | Rivisondoli – Tivoli                 | 208     | Riccardo Riccò       | Giovanni Visconti     |
| 09. Etappe |            | 18. Mai  | Civitavecchia – San Vincenzo         | 218     | Daniele Bennati      | Giovanni Visconti     |
|            |            | 19. Mai  | Ruhetag                              | Ruhetag | Ruhetag              | Ruhetag               |
| 10. Etappe | EZF        | 20. Mai  | Pesaro – Urbino                      | 039,4   | Marzio Bruseghin     | Giovanni Visconti     |
| 11. Etappe |            | 21. Mai  | Urbania – Cesena                     | 199     | Alessandro Bertolini | Giovanni Visconti     |
| 12. Etappe |            | 22. Mai  | Forlì – Carpi                        | 172     | Daniele Bennati      | Giovanni Visconti     |
| 13. Etappe |            | 23. Mai  | Modena – Cittadella                  | 177     | Mark Cavendish       | Giovanni Visconti     |
| 14. Etappe | Bergetappe | 24. Mai  | Verona – Alpe di Pampeago            | 195     | Emanuele Sella       | Gabriele Bosisio      |
| 15. Etappe | Bergetappe | 25. Mai  | Arabba – Passo Fedaia                | 153     | Emanuele Sella       | Alberto Contador      |
| 16. Etappe | BZF        | 26. Mai  | St. Vigil – Kronplatz                | 13,8    | Franco Pellizotti    | Alberto Contador      |
|            |            | 27. Mai  | Ruhetag                              | Ruhetag | Ruhetag              | Ruhetag               |
| 17. Etappe |            | 28. Mai  | Sondrio – Locarno (SUI)              | 146     | André Greipel        | Alberto Contador      |
| 18. Etappe |            | 29. Mai  | Mendrisio (SUI) – Varese             | 147     | Jens Voigt           | Alberto Contador      |
| 19. Etappe | Bergetappe | 30. Mai  | Legnano – Presolana                  | 228     | Wassil Kiryjenka     | Alberto Contador      |
| 20. Etappe | Bergetappe | 31. Mai  | Rovetta – Tirano                     | 224     | Emanuele Sella       | Alberto Contador      |
| 21. Etappe | EZF        | 01. Juni | Cesano Maderno – Mailand             | 028,5   | Marco Pinotti        | Alberto Contador      |

*Die Etappe wurde nach Fahrer-Protesten von 265 km um 33 km verkürzt.

## Rennverlauf

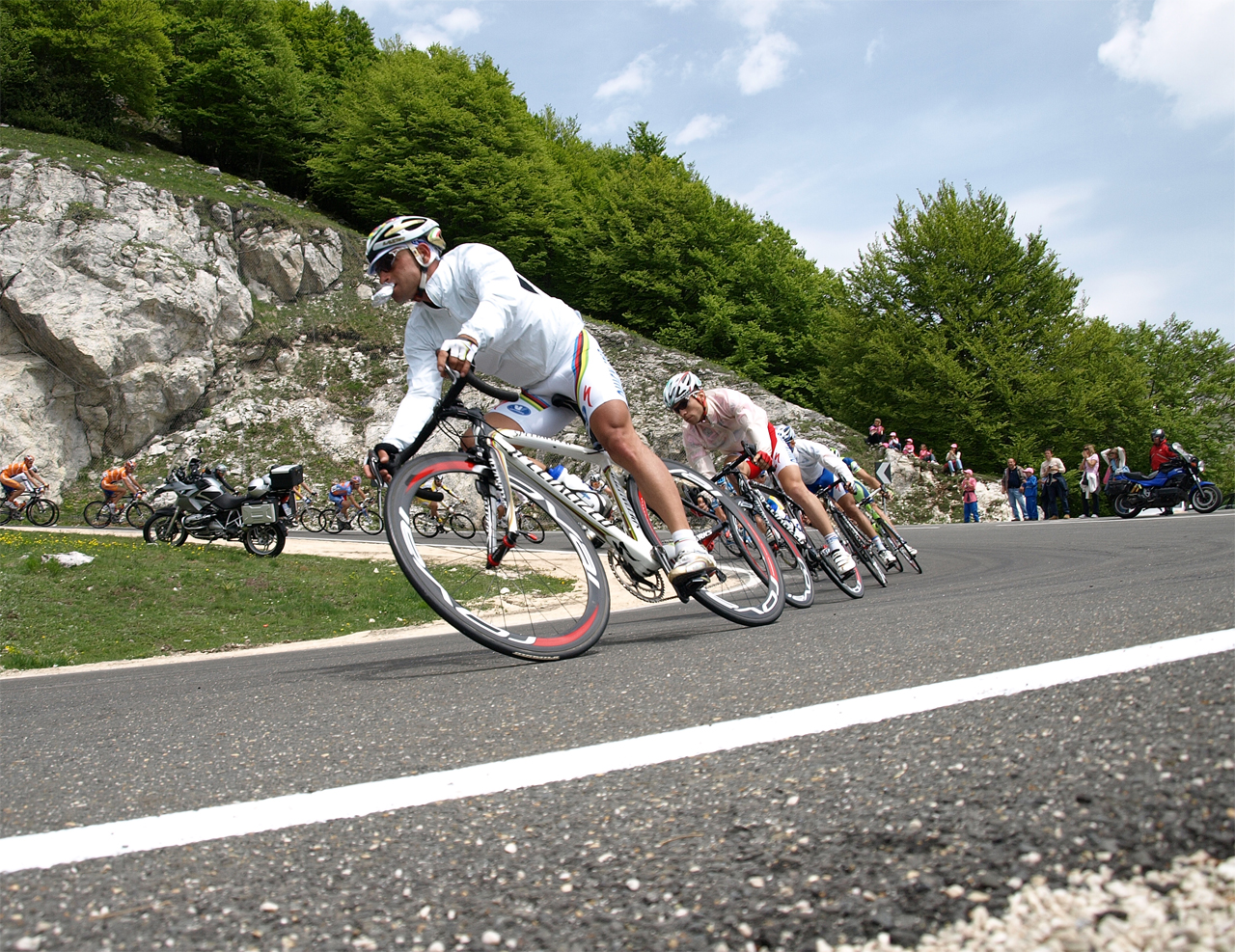
8. Etappe: Weltmeister Paolo Bettini (Quick·Step) leistet Mannschaftsdienste für den Träger des Rosa Trikots Giovanni Visconti.

Der Sieger der Tour de France 2007 Alberto Contador vom Team Astana, bewältigte den Giro d’Italia 2008 am schnellsten mit einer Durchschnittsgeschwindigkeit von 38,044 km/h. Zweiter wurde Riccardo Riccò (Saunier Duval-Scott), mit 1:57 Minuten Rückstand. Den dritten Rang belegte Marzio Bruseghin mit nur zwei Sekunden Vorsprung vor Franco Pellizotti.
Grundlage für Contadors Erfolg waren seine guten Ergebnisse im Zeitfahren. Im Kampf gegen die Uhr belegte er den zweiten Rang in Urbino (10. Etappe), Platz vier auf dem Kronplatz (16. Etappe) und auf der letzten Etappe, dem Einzelzeitfahren nach Mailand, konnte er den winzigen Vorsprung von vier Sekunden deutlich auf fast zwei Minuten ausbauen.

## Doping
Am 9. Mai 2008, einen Tag vor Beginn des Giro d’Italia, wurde bekannt, dass Maximiliano Richeze beim Circuit de la Sarthe positiv auf anabole Steroide getestet wurde, woraufhin er vom Giro ausgeschlossen wurde. Sein Team CSF Group-Navigare bestreitet die Rundfahrt in der Folge mit nur acht Fahrern.
Am 21. Mai 2008 wurde Andrea Moletta von seinem Rennstall, dem Team Gerolsteiner, aus dem Giro genommen, da der Vater des Rennfahrers im Rahmen einer Dopingaktion von der in Italien für Doping zuständigen Guardia di Finanza kontrolliert und vernommen wurde.
Wie am 29. Mai 2008 bekannt wurde, nahm das Team Milram seinen Fahrer Igor Astarloa nach der zweiten Etappe nicht aufgrund von Fieber und Magenproblemen aus dem Rennen, sondern aufgrund eines Dopingverdachts. Das mutmaßliche Doping wurde aber nicht während des Giro d’Italia begangen.

## Trikots im Tourverlauf
Beim Giro d’Italia gibt es zahlreiche Wertungen. Als Kennzeichnung des jeweils Führenden wurden für vier Wertungen Sonder-Trikots zugelassen. Die Tabelle zeigt den Träger des jeweiligen Trikots während der einzelnen Etappe bzw. den Führenden der jeweiligen Gesamtwertung am Abend des Vortags an.
| Etappe     | Rosa Trikot (Gesamtwertung) | Zyklamrotes Trikot (Punktewertung) | Grünes Trikot (Bergwertung) | Weißes Trikot (Nachwuchswertung) | Teamwertung         |
| ---------- | --------------------------- | ---------------------------------- | --------------------------- | -------------------------------- | ------------------- |
| 02. Etappe | Christian Vande Velde       | nicht vergeben                     | nicht vergeben              | Chris Anker Sørensen             | Slipstream-Chipotle |
| 03. Etappe | Franco Pellizotti           | Riccardo Riccò                     | Emanuele Sella              | Chris Anker Sørensen             | Liquigas            |
| 04. Etappe | Franco Pellizotti           | Daniele Bennati                    | Emanuele Sella              | Morris Possoni                   | Liquigas            |
| 05. Etappe | Franco Pellizotti           | Daniele Bennati                    | Emanuele Sella              | Morris Possoni                   | Liquigas            |
| 06. Etappe | Franco Pellizotti           | Daniele Bennati                    | Emanuele Sella              | Morris Possoni                   | Liquigas            |
| 07. Etappe | Giovanni Visconti           | Daniele Bennati                    | Emanuele Sella              | Giovanni Visconti                | Astana              |
| 08. Etappe | Giovanni Visconti           | Daniele Bennati                    | Emanuele Sella              | Giovanni Visconti                | CSF Group-Navigare  |
| 09. Etappe | Giovanni Visconti           | Riccardo Riccò                     | Emanuele Sella              | Giovanni Visconti                | CSF Group-Navigare  |
| 10. Etappe | Giovanni Visconti           | Daniele Bennati                    | Emanuele Sella              | Giovanni Visconti                | CSF Group-Navigare  |
| 11. Etappe | Giovanni Visconti           | Daniele Bennati                    | Emanuele Sella              | Giovanni Visconti                | Astana              |
| 12. Etappe | Giovanni Visconti           | Daniele Bennati                    | Emanuele Sella              | Giovanni Visconti                | Astana              |
| 13. Etappe | Giovanni Visconti           | Daniele Bennati                    | Emanuele Sella              | Giovanni Visconti                | Astana              |
| 14. Etappe | Giovanni Visconti           | Daniele Bennati                    | Emanuele Sella              | Giovanni Visconti                | Astana              |
| 15. Etappe | Gabriele Bosisio            | Daniele Bennati                    | Emanuele Sella              | Riccardo Riccò                   | CSF Group-Navigare  |
| 16. Etappe | Alberto Contador            | Daniele Bennati                    | Emanuele Sella              | Riccardo Riccò                   | CSF Group-Navigare  |
| 17. Etappe | Alberto Contador            | Daniele Bennati                    | Emanuele Sella              | Riccardo Riccò                   | CSF Group-Navigare  |
| 18. Etappe | Alberto Contador            | Daniele Bennati                    | Emanuele Sella              | Riccardo Riccò                   | CSF Group-Navigare  |
| 19. Etappe | Alberto Contador            | Daniele Bennati                    | Emanuele Sella              | Riccardo Riccò                   | CSF Group-Navigare  |
| 20. Etappe | Alberto Contador            | Daniele Bennati                    | Emanuele Sella              | Riccardo Riccò                   | CSF Group-Navigare  |
| 21. Etappe | Alberto Contador            | Daniele Bennati                    | Emanuele Sella              | Riccardo Riccò                   | CSF Group-Navigare  |
| Sieger     | Alberto Contador            | Daniele Benatti                    | Emanuele Sella              | Riccardo Riccò                   | CSF Group-Navigare  |

Führt ein Fahrer gleichzeitig mehr als eine Wertung an, trägt der Nächstplatzierte stellvertretend ein Trikot:
- Etappe 7–11, Matthias Russ: maglia bianca
- Etappe 12–14, Vincenzo Nibali: maglia bianca

## Aufgaben
| Etappe  | Startnummer Fahrer           | Team                   | Grund                                       |
| ------- | ---------------------------- | ---------------------- | ------------------------------------------- |
| DNS 01. | 063 Maximiliano Richeze      | CSF Group-Navigare     | Positiver Dopingtest                        |
| DNS 02. | 202 Igor Astarloa            | Team Milram            | Dopingverdacht                              |
| DNF 02. | 189 David Zabriskie          | Slipstream-Chipotle    | Sturz (Lendenwirbelbruch)                   |
| DNF 03. | 192 Bradley McGee            | Team CSC               | Sturz (Schlüsselbeinbruch)                  |
| DNS 04. | 199 Stuart O’Grady           | Team CSC               | Sturz (Schlüsselbeinbruch)                  |
| DNF 04. | 172 Dominique Cornu          | Silence-Lotto          | Sturz                                       |
| DNF 04. | 088 Tom Stubbe               | Française des Jeux     | unbekannt                                   |
| DNS 05. | 058 Nick Nuyens              | Cofidis                | Sturz (Schlüsselbeinbruch)                  |
| DNF 06. | 207 Enrico Poitschke         | Team Milram            | Atemprobleme (nach Sturz auf der 5. Etappe) |
| DNF 06. | 013 René Mandri              | ag2r La Mondiale       | Sturz                                       |
| DNF 06. | 052 Kevin De Weert           | Cofidis                | unbekannt                                   |
| DNF 07. | 214 Alberto Loddo            | Tinkoff Credit Systems | unbekannt                                   |
| DNF 07. | 083 Jauheni Hutarowitsch     | Française des Jeux     | unbekannt                                   |
| DNF 07. | 074 Aitor Galdós             | Euskaltel-Euskadi      | Erschöpfung                                 |
| DNF 07. | 032 Patrick Calcagni         | Barloworld             | Lebensmittelvergiftung und Sehnenentzündung |
| DNF 08. | 026 Steve Morabito           | Team Astana            | Sturz (Schlüsselbeinbruch)                  |
| DNF 08. | 204 Sergio Ghisalberti       | Team Milram            | Muskelfaserriss                             |
| DNF 09. | 066 Filippo Savini           | CSF Group-Navigare     | Knieverletzung                              |
| DNF 09. | 053 Bingen Fernández         | Cofidis                | Sturz                                       |
| DNS 10. | 217 Pavel Brutt              | Tinkoff Credit Systems | unbekannt                                   |
| DNS 10. | 181 Magnus Bäckstedt         | Slipstream-Chipotle    | Fieber                                      |
| DNS 10. | 055 Steve Zampieri           | Cofidis                | unbekannt                                   |
| DNS 11. | 031 Francesco Bellotti       | Barloworld             | Gebrochener Ellbogen                        |
| DNS 11. | 171 Geert Steurs             | Silence-Lotto          |                                             |
| DNS 11. | 096 Andrea Moletta           | Gerolsteiner           | Suspendierung/Dopingverdacht                |
| DNF 11. | 118 Mauro Santambrogio       | Lampre                 | unbekannt                                   |
| DNF 11. | 038 Mauricio Soler           | Barloworld             | Erkältung                                   |
| DNF 11. | 059 Rik Verbrugghe           | Cofidis                | Erschöpfung                                 |
| DNF 11. | 097 Volker Ordowski          | Gerolsteiner           | unbekannt                                   |
| DNS 13. | 067 Matteo Priamo            | CSF Group-Navigare     | unbekannt                                   |
| DNF 13. | 208 Fabio Sabatini           | Team Milram            | unbekannt                                   |
| DNS 14. | 177 Robbie McEwen            | Silence-Lotto          | Geplanter Ausstieg                          |
| DNS 14. | 091 Robert Förster           | Gerolsteiner           | Geplanter Ausstieg                          |
| DNS 14. | 073 Koldo Fernández          | Euskaltel-Euskadi      | Geplanter Ausstieg                          |
| DNS 14. | 098 Davide Rebellin          | Gerolsteiner           | Ermüdung                                    |
| DNF 14. | 142 Graeme Brown             | Rabobank               | unbekannt                                   |
| DNF 14. | 158 Luciano Pagliarini       | Saunier Duval-Scott    | unbekannt                                   |
| DNF 14. | 094 Oscar Gatto              | Gerolsteiner           | unbekannt                                   |
| DNF 14. | 185 Jonathan Patrick McCarty | Slipstream-Chipotle    | Bronchitis                                  |
| DNF 14. | 117 Mirco Lorenzetto         | Lampre                 | unbekannt                                   |
| DNF 15. | 099 Matthias Russ            | Gerolsteiner           | Magenprobleme                               |
| DNF 15. | 159 Leonardo Piepoli         | Saunier Duval-Scott    | Sturz                                       |
| DNF 15. | 154 Ermanno Capelli          | Saunier Duval-Scott    | unbekannt                                   |
| DNF 15. | 123 Dario Cataldo            | Liquigas               | unbekannt                                   |
| DNF 15. | 077 Íñigo Landaluze          | Euskaltel-Euskadi      | Magenprobleme                               |
| DNF 15. | 036 Christian Pfannberger    | Barloworld             | Bronchitis/mehrere Stürze                   |
| ODT 16. | 153 Raivis Belohvoščiks      | Saunier Duval-Scott    | Zeitlimit überschritten                     |
| ODT 16. | 145 Mathew Hayman            | Rabobank               | Zeitlimit überschritten                     |
| ODT 16. | 112 Paolo Bossoni            | Lampre                 | Zeitlimit überschritten                     |
| ODT 16. | 187 Christopher Sutton       | Slipstream-Chipotle    | Zeitlimit überschritten                     |
| ODT 16. | 072 Lander Aperribay         | Euskaltel-Euskadi      | Zeitlimit überschritten                     |
| ODT 16. | 092 Thomas Fothen            | Gerolsteiner           | Zeitlimit überschritten                     |
| DNS 19. | 182 Julian Dean              | Slipstream-Chipotle    | Verletzung                                  |
| DNF 19. | 081 Mickaël Chérel           | Française des Jeux     | unbekannt                                   |
| DNF 19. | 075 Dionisio Galparsoro      | Euskaltel-Euskadi      | Schmerzen im Bein                           |
| DNF 20. | 028 Andreas Klöden           | Team Astana            | Infektion der Atemwege                      |
| DNF 20. | 108 Kanstanzin Siuzou        | Team High Road         | unbekannt                                   |